# Valiergues
Valiergues (Valhèrgues auf Okzitanisch) ist eine französische Gemeinde mit 151 Einwohnern (Stand 1. Januar 2022) im Département Corrèze in der Region Nouvelle-Aquitaine.

## Geografie
Die Gemeinde liegt im Zentralmassiv südlich vom Plateau de Millevaches und dem Regionalen Naturpark Millevaches en Limousin unweit der Diège einem rechten Nebenfluss der Dordogne. An der westlichen Gemeindegrenze verläuft die Triouzoune, im Osten die Artaude.
Tulle, die Präfektur des Départements, liegt ungefähr 60 Kilometer südwestlich, Ussel etwa 9 Kilometer nördlich und Bort-les-Orgues rund 25 Kilometer südöstlich.
Nachbargemeinden von Valiergues sind Mestes im Norden und Osten, Chirac-Bellevue im Osten, Palisse im Südwesten sowie Saint-Angel im Westen und Nordwesten.

### Verkehr
Der Ort liegt ungefähr acht Kilometer südöstlich der Abfahrt 23 der Autoroute A89.

## Wappen
Beschreibung: In Blau ein gedrückter goldener Sparren; über diesem eine silberne liegende Mondsichel, von zwei goldenen Schlüsseln mit einer Vierpassreite mit dem Bart nach rechts beseitet. Der rechte Ort  ist rot-gold geschacht und überdeckt einen Schlüssel nach der Reite. Unter dem Sparren eine goldene Sonne mit Gesicht.
Symbolik: Das rot-gold Geschachte im Ort ist ein Hinweis auf das Haus Ventadour.

## Bevölkerungsentwicklung
| Jahr      | 1962 | 1968 | 1975 | 1982 | 1990 | 1999 | 2007 | 2016 |
| Einwohner | 83   | 106  | 109  | 120  | 124  | 121  | 142  | 145  |